# Aloe eremophila
Aloe eremophila är en grästrädsväxtart som beskrevs av John Jacob Lavranos. Aloe eremophila ingår i släktet Aloe och familjen grästrädsväxter. Inga underarter finns listade i Catalogue of Life.